# Marco Cláudio Marcelo (cônsul em 166 a.C.)
Marco Cláudio Marcelo (m. 148 a.C.; em latim: Marcus Claudius Marcellus) foi um político da família dos Marcelos da gente Cláudia da República Romana eleito cônsul por três vezes, em 166, 155 e 152 a.C., com Caio Sulpício Galo, Públio Cornélio Cipião Násica Córculo e Lúcio Valério Flaco respectivamente. Era filho de Marco Cláudio Marcelo, cônsul em 196 a.C., e neto do famoso Marco Cláudio Marcelo, o conquistador de Siracusa.

## Primeiros anos
Marcelo aparece nas fontes pela primeira vez em 177 a.C., quando foi eleito pontífice. Foi ainda tribuno da plebe em 171 a.C. e pretor de duas províncias, a Hispânia Citerior e Hispânia Ulterior, em 169 a.C., durante a Terceira Guerra Macedônica. Neste período, segundo Estrabão, fundou uma colônia romana em Córdoba, o que contradiz as evidências arqueológicas, que indicam um assentamento muito mais antigo. É provável que ele estivesse se referindo a uma refundação romana.

## Primeiro (166 a.C.) e segundo (155 a.C.) consulado
Em 166 a.C., Marcelo foi eleito cônsul com Caio Sulpício Galo. Durante seu mandato, celebrou um triunfo pela vitória contra as tribos alpinas da Gália Cisalpina e também por vitórias sobre os lígures.
Onze anos depois, foi eleito novamente, desta vez com Cipião Násica Córculo. Venceu os lígures apuanos e obteve um segundo triunfo. O texto dos Fastos Triunfais está danificado neste período e não sobreviveu nenhum pormenor destas duas façanhas.

## Terceiro consulado (152 a.C.)
Foi eleito novamente em 152 a.C. com Lúcio Valério Flaco e recebeu o comando da Segunda Guerra Celtibera, que já estava em seu terceiro ano, de Quinto Fúlvio Nobilior, que já havia dado mostras de incapacidade para fazer face à rebelião dos celtiberos. Tomou várias medidas militares prudentes e adequadas, e soube ganhar os celtiberos com atos de clemência e de visão política. Conseguiu o controle do vale do Jalón e atraiu os nativos com um tratado similar ao conseguido anos antes pelo procônsul Tibério Semprônio Graco. Oscilis rendeu-se e os arévacos pediram uma trégua, assim como os belos e títios. Para o sul, vetões e lusões submeteram-se, mas, quando Marco abandonou a região, rebelaram-se novamente. Marcelo conseguiu submetê-los ocupando a cidade de Nertóbriga. 
Passou o inverno de 152−1 a.C. em Córdoba, uma colônia fundada por ele antes quando era pretor. Uma embaixada enviada pelos arévacos a Roma não conseguiu a paz, pois o Senado acusou Marcelo de indolência e não apenas não ratificou o acordo como enviou Lúcio Licínio Lúculo, o cônsul-eleito para o ano seguinte, à frente de um novo exército para continuar a guerra. Em paralelo, os arévacos atacaram Nertóbriga, violando o tratado anterior com o próprio Marcelo que, em retaliação, cercou Numância, a capital arévaca. Antes que ela pudesse ser tomada, eles reabriram as negociações e, numa conferência com Marcelo, o líder arévacos, Liteno, ofereceu a rendição incondicional dos povos celtiberos. Um novo tratado de paz foi assinado em Numância, prevendo a entrega de reféns e dinheiro como garantias. O tratado lhe permitiu entregar a província a Lúculo já completamente pacificada.

## Anos finais
Em 148 a.C., Marcelo foi enviado como embaixador até o rei Massinissa da Numídia, mas morreu quando o navio que o transportava afundou.